# Prosopeia tabuensis
Il pappagallo splendente rosso (Prosopeia tabuensis (Gmelin, 1788) è un uccello della famiglia degli Psittaculidi, endemico delle isole Figi.